# Holly-Jane Rahlens

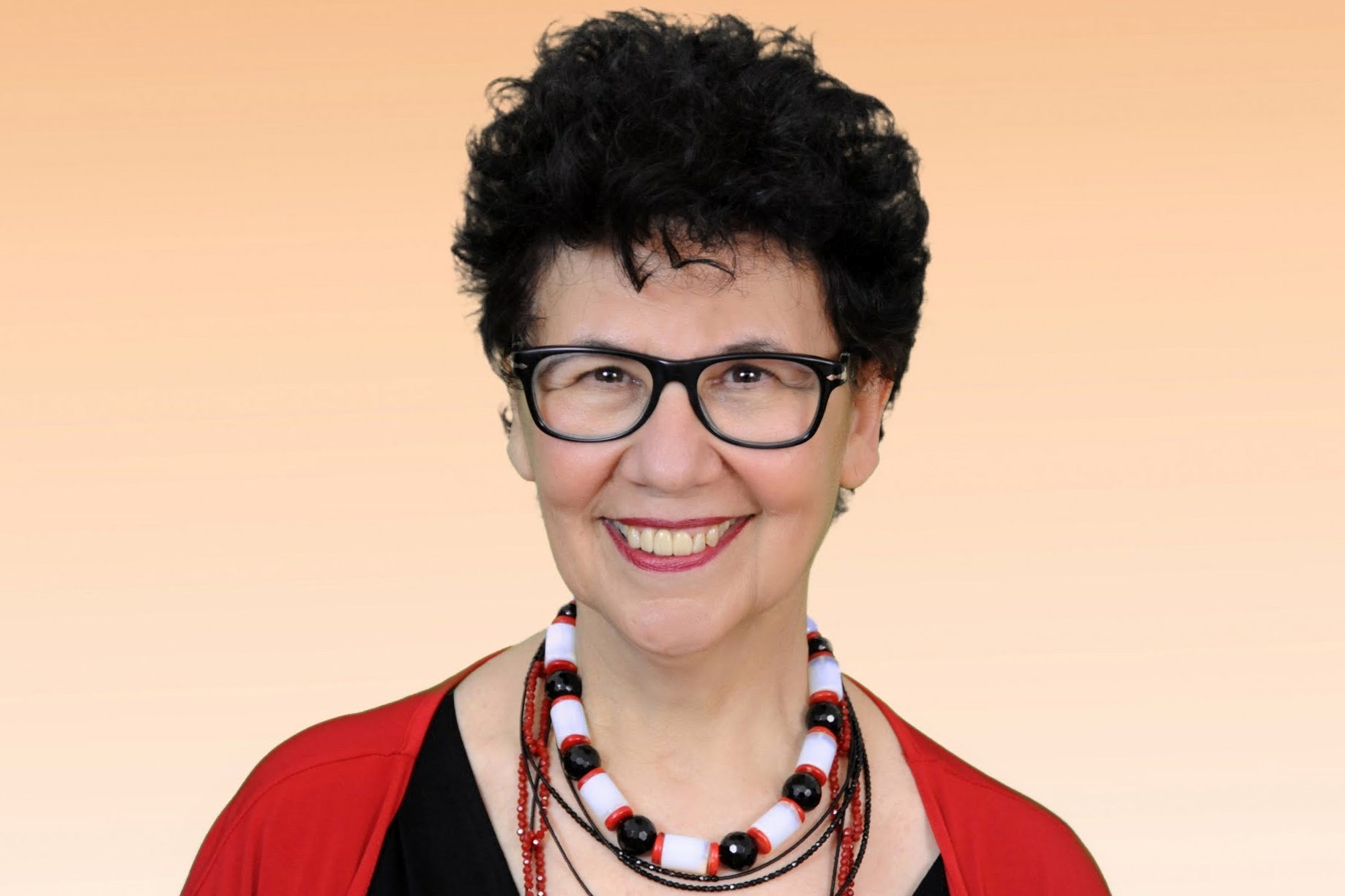
Rahlens 2016

Holly-Jane Rahlens (* 1950 in Queens, New York City) ist eine in Deutschland lebende amerikanische Schriftstellerin und Schauspielerin.

## Leben
Holly-Jane Rahlens wuchs als Kind jüdischer Eltern in Brooklyn und Queens auf und studierte Literaturwissenschaft und Theater am Queens College. 1972 übersiedelte sie nach West-Berlin, wo sie als Moderatorin beim RIAS Berlin arbeitete. Ihr erstes Hörspiel Sudeka – Der Tod einer jungen Poetin wurde 1979 vom RIAS unter der Regie von Robert Matejka produziert. In den 1980ern arbeitete sie als Schauspielerin, Hörspielautorin und Radiomoderatorin, später auch beim Fernsehen. Gleichzeitig machte sie sich mit ihren zweisprachigen one-woman-shows auf Berliner Kleinkunstbühnen einen Namen, darunter a night out with Dottie (über Dorothy Parker) und autobiographisch inspirierte Monologe wie New York, Neukölln und Berlin, Brooklyn und zurück. Ihr Bühnenmonolog One fine day, oder warum eine Prinzessin keine orthopädischen Schuhe trägt (GRIPS Theater 1990) wurde vom SFB als Fernsehspiel adaptiert und später zur Grundlage eines englischsprachigen Schulbuchwerks. Das nach ihrer Idee von Antje Vowinckel geschriebene und inszenierte Hörspiel Daily soap (produziert beim SWR) erhielt 2000 den Prix Europa als Best European Radio Drama.
Rahlens arbeitete außerdem als Dialog-Coach und Autorin/Übersetzerin an Kinofilmen von Regisseuren wie Wim Wenders, Maria Schrader, Veit Helmer und Eric Till mit und schrieb Kolumnen für das FilmFestJournal der Berlinale.
Ihren ersten Roman, Becky Bernstein goes Berlin, veröffentlichte Rahlens 1996.
Ihr 1995 als Hörspiel geschriebener, 1999 zur Schullektüre umgearbeiteter und schließlich 2002 als ihr dritter Roman veröffentlichter Text Prinz William, Maximilian Minsky und ich. Der Bestseller wurde in 13 Ländern veröffentlicht und 2003 mit dem Deutschen Jugendliteraturpreis als bestes Jugendbuch ausgezeichnet. Das dazugehörige, von der Autorin gelesene Hörbuch stand im 1. Quartal 2003 auf der Bestenliste des Preises der deutschen Schallplattenkritik. Der nach diesem Buch unter der Regie von Anna Justice entstandene Film Max Minsky und ich (produziert von X-Filme Creative Pool), zu dem Rahlens auch das Drehbuch schrieb, kam am 6. September 2007 in die deutschen Kinos.
Ihr 2022 erschienener Titel, Future Fairy Tales. Geschichten aus einer anderen Welt, wurde im März 2023 von der Jugendjury für den im Oktober zu verleihenden Deutschen Jugendliteraturpreis nominiert. Das Buch enthält zehn in der Zukunft angesiedelte Märchen, die die Titel von bekannten Erzählungen der Brüder Grimm tragen. Sie sind in verschiedenen Sprachstilen geschrieben und stellen unter anderem Geschlechterrollen in einem neuen Licht dar.
Holly-Jane Rahlens lebt als freischaffende Autorin in Berlin-Charlottenburg.

## Auszeichnungen
- 1993: Autorenstipendium des Berliner Kultursenats
- 1995: Autorenstipendium des Literarischen Colloquiums Berlin
- 1999: Autorenstipendium der Stiftung Preußische Seehandlung
- 2003: Deutscher Jugendliteraturpreis für Prinz William, Maximilian Minsky und ich als bestes Jugendbuch
- 2003: In der Bestenliste des Preises der deutschen Schallplattenkritik mit dem Hörbuch Prinz William, Maximilian Minsky und ich.
- 2004: Autorenstipendium der Stiftung Preußische Seehandlung
- 2009: Kröte des Monats November für  Mauerblümchen
- 2015: Kröte des Monats Mai für Blätterrauschen
- 2015: Bibliothek Grimma Buchvorstellung (Blätterrauschen)
- 2020: Deutscher Kinderhörspielpreis[4] für Stella Menzel und der goldene Faden

## Werke

### Romane
- Becky Bernstein goes Berlin. Übersetzt von Sigrid Ruschmeier. Piper, München/Zürich 1996, ISBN 3-492-03866-2.

englische Originalfassung: Becky Bernstein goes Berlin. Arcade Publishing, New York 1997, ISBN 1-55970-381-4.
- Mazel Tov in Las Vegas. Ein Hochzeitsroman. Übersetzt von Sigrid Ruschmeier. Piper, München/Zürich 1998, ISBN 3-492-03958-8.

englische Originalfassung: Mazel tov. Unveröffentlicht.
- Everlasting – Der Mann, der aus der Zeit fiel. Übersetzt von Ulrike Wasel und Klaus Timmermann. Wunderlich/Rowohlt, Reinbek 2012, ISBN 978-3-8052-5016-0.

englische Originalfassung: Infinitissimo – The Man Who Fell Through Time. Rowohlt Verlag GmbH, Reinbek 2017, ISBN 978-3-499-27450-3.

### Jugendbücher
- Prinz William, Maximilian Minsky und ich. Übersetzt von Ulrike Thiesmeyer. Rowohlt, Reinbek 2002, ISBN 3-499-21159-9.

englische Originalfassung: Prince William, Maximilian Minsky, and me. Candlewick Press, Cambridge MA 2005, ISBN 0-7636-2704-6.
- Wie man richtig küsst. Übersetzt von Sabine Ludwig. Beltz und Gelberg, Weinheim/Basel 2005, ISBN 3-407-80956-5.

englische Originalfassung: How to really kiss. Beltz und Gelberg, Weinheim/Basel 2007, ISBN 978-3-407-74029-8.
- Mein kleines großes Leben. Übersetzt von Kattrin Stier. Rowohlt, Reinbek 2008, ISBN 978-3-499-21446-2.
- Mauerblümchen. Übersetzt von Sabine Ludwig. Rowohlt, Reinbek 2009, ISBN 978-3-499-21498-1.
- Stella Menzel und der goldene Faden. Übersetzt von Brigitte Jakobeit. Rowohlt, Reinbek bei Hamburg 2013, ISBN 978-3-499-21661-9.
- Blätterrauschen. Übersetzt von Ulrike Wasel und Klaus Timmermann. Rowohlt, Reinbek bei Hamburg 2019, ISBN 978-3-499-21687-9.
- Federflüstern. Übersetzt von Alexandra Ernst. Rowohlt, Hamburg 2019, ISBN 978-3-499-21850-7.
- Future Fairy Tales – Geschichten aus einer anderen Welt. Übersetzt von Christiane Steen. Rowohlt, Hamburg 2022, ISBN 978-3-499-00635-7.

### Hörspiele
- 1979: Sudeka – Der Tod einer jungen Poetin, Regie: Robert Matejka, RIAS
- 1988: One Fine Day oder Warum passiert ein Unglück immer am falschen Tag, Regie: Ursula Weck, SFB/ORB
- 1991: Berlin, Brooklyn und zurück. Vorläufiger Abschied einer Ex-New-Yorkerin, SFB
- 1993: Kram und Krempel oder Wie eine ganz normal neurotische Frau ihr Leben in Ordnung bringt, Regie: Ursula Weck, SFB
- 1994: Masel tow in Las Vegas. Szenen am Vorabend einer Hochzeit, Regie: Ursula Weck, SFB/RB
- 1995: Prince Charles, Melvin Minsky & Me, Regie: Robert Matejka, DLR
- 1996: Neuköllner Lehrjahre oder Mein Leben vor dem deutschen Dativ, Regie: Götz Fritsch, SFB/ORB
- 2019: Stella Menzel und der goldene Faden, Regie: Leonhard Koppelmann, RBB/NDR

### Sonstiges
- 1989: Eines schönen Tages. ARD/SFB (Fernsehdrehbuch)
- 1992: One fine day or How I learned to walk straight. Klett, ISBN 3-12-544420-9 (Schulbuchwerk)
- 1992: Berlin, Brooklyn and back. A few adventures in the life of an Ex-New Yorker. Landesbildstelle Berlin (Schulbuchwerk)
- 1999: Prince William, Maximilian Minsky & Me. Klett (Schullektüre)
- 2000: Gummibärchen für Mommy/Gummi bears for mommy, gelesen von der Autorin. ISBN 3-929079-31-3. SOLO/SFB (Hörbuch)
- 2006: Max Minsky und ich. X-Filme Creative Pool (Kinodrehbuch)
- 2007: Las Vegas Bride (Kinodrehbuch)